# Tears Dry on Their Own
«Tears Dry on Their Own»—en español: «Las lágrimas se secan solas» — es una canción de la cantante británica Amy Winehouse. Fue el cuarto sencillo extraído de su segundo álbum de estudio Back to Black, fue lanzado 31 de julio de 2007. La versión original de esta canción fue incluida en su álbum póstumo del 2011, Lioness: Hidden Treasures cuyo nombre anteriormente fue "Tears Dry".
La melodía y las letras están compuestas por Winehouse. El instrumental es un sample casi completo de "Ain't No Mountain High Enough" de Marvin Gaye y Tammi Terrell, escrita por el dúo Ashford & Simpson, perteneciente al sello discográfico Motown, una de las grandes influencias de Winehouse.

## Video musical
El video fue filmado en Los Ángeles y dirigido por el prestigioso fotógrafo y director David LaChapelle, el 22 de mayo de 2007. El video muestra a Winehouse saliendo de un motel en una zona establecida para mujeres que ejercen la prostitución. Esta camina por el Echo Park, mientras se ve a una Winehouse rodeada de situaciones caóticas tanto sociales como políticas. Amy camina sin expresión mientras canta, sin reaccionar a lo que sucede a su alrededor. El video muestra cómo la tristeza la llevó a vivir una vida donde no hay emoción alguna gracias a su situación amorosa. Al final del video, Winehouse regresa a su habitación de hotel original, mostrando como pasan sus días sin otra esperanza alguna que volver a ver a su amante. El hotel que aparece en el video es el Grand Motel, ubicado al 1479 S de La Cienega Boulevard en Los Ángeles.

## Listado de canciones
| CD, Single, Cardboard Sleeve |                          |          |  |
| N.º                          | Título                   | Duración |  |
| 1.                           | «Tears Dry On Their Own» | 03:07    |  |
| 2.                           | «You're Wondering Now»   | 02:32    |  |

| Vinyl, 12", Promo, 33 ⅓ RPM |                                                          |          |  |
| N.º                         | Título                                                   | Duración |  |
| 1.                          | «Tears Dry On Their Own» (Al Usher Remix)                | 07:00    |  |
| 2.                          | «Tears Dry On Their Own» (NYPC'S Fucked Mix)             | 04:39    |  |
| 3.                          | «Tears Dry On Their Own» (Alix Alvarez Sole Channel Mix) | 06:52    |  |
| 4.                          | «Tears Dry On Their Own»                                 | 03:07    |  |
| 5.                          | «Rehab» (Rap – Jay-Z)                                    | 03:54    |  |

## Posicionamiento en listas
| Lista (2007-2011)                           | Mejor posición |
| ------------------------------------------- | -------------- |
| Alemania (German Singles Chart)             | 56             |
| Bélgica (Flandes) (Ultratip Bubbling Under) | 3              |
| Bélgica (Valonia) (Ultratip Bubbling Under) | 15             |
| Estados Unidos (Hot Adult R&B Airplay)      | 40             |
| Unión Europea (European Hot 100 Singles)    | 49             |
| Francia (SNEP)                              | 87             |
| Hungría (Hungarian Dance Chart)             | 38             |
| Irlanda (Irish Singles Chart)               | 26             |
| Países Bajos (Mega Single Top 100)          | 100            |
| Reino Unido (UK Singles Chart)              | 16             |
| Reino Unido (UK R&B Singles Chart)          | 6              |
| Rumania (Romanian Top 100)                  | 70             |
| Suecia (Sverigetopplistan)                  | 24             |

## Curiosidades
- Este video musical fue mostrado por el canal ZAZ de MVS cerrando sus transmisiones a partir del 31 de julio del 2012.